# Religião tradicional manju

Ícone etno-religioso manju.

A religião tradicional manju é a religião étnica da maioria do povo manju, o maior dos povos tunguses, na China. Pode ser chamada também xamanismo manju dado que a palavra "xamã" sendo originária do tungus šamán ("homem de conhecimento"), mais tarde aplicada pelos multíscios ocidentais a prácticas religosas similares noutras culturas. É composta por um sistema panteísta, acreditando num Deus universal chamado Apka Enduri ("Deus dos Céus") o qual é fonte omnipresente de toda vida e criação. As deidades (enduri) evocam cada aspecto da natureza e a adoração destes deuses é tida como beneficiosa para o crente, outorgando-lhe sorte, saúde e prosperidade. Muitas das divindades eram no princípio antepassados dos manjus originais, sendo que as pessoas que com o mesmo apelido teriam sido engendradas pelo mesmo deus.

## Ritos religiosos
Os ritos religiosos tradicionais manjus foram padronizados pelo Imperador Qianlong (1736-96) no "Ritual Sacrificial Manju para os Deuses e o Céu" (Manjusai wecere metere kooli bithe), um manual publicado em manju em 1747 e em chinês (Manzhou jishen jitian dianli) em 1780. Com a conquista do poder imperial na China (dinastia Qing) pelos manjus, estes paulatinamente adoptaram a língua chinesa e foram assimilados à religião tradicional Han. Porém, a religião tradicional manju mantem-se como uma características diferenciatória no conjunto mais amplo das religiões da China para o povo manju.

## Templos e divindades
Os cultos religiosos manjus originalmente eram celebrado em santuários chamados tangse (em chinês: 堂子 tángzi, "salão"; or 谒庙 yèmiào, "templo visitatório")  mas pelo menos por 1673 todos os tangse comunais foram proibidos com a excepção do edifiício do culto imperial. As casas continuaram a fazer os seus rituais em altares privados chamados weceku.
Os cultos populares gradualmente adoptaram deidades chineses ao panteão tungúsico. Guwan mafa (关帝 Guāndì, Divus Guan), cujo carácter marcial foi especialmente aos manjus, tornou-se numa das suas deidades mais queridas. Outro culto popular foi o da Deusa (娘娘 Niángniáng).